# Strongylosoma holtzii
Strongylosoma holtzii är en mångfotingart som beskrevs av Karl Wilhelm Verhoeff 1898. Strongylosoma holtzii ingår i släktet Strongylosoma och familjen orangeridubbelfotingar. Inga underarter finns listade i Catalogue of Life.